# Olexandr Mouzytchko
Oleksandr Ivanovytch Muzychko (ukrainien : Олександр Іванович Музичко), né le 19 septembre 1962 et assassiné le 24 mars 2014, était un militant nationaliste ukrainien. Surnommé Sachko Bily (Alex le blanc), il était membre de l'UNA-UNSO, combattant en Tchétchénie, et coordinateur de Secteur droit en Ukraine occidentale pendant l'Euromaïdan.

## Biographie
En 1994, pendant la Première guerre de Tchétchénie, il arrive en Tchétchénie avec un détachement de volontaires ukrainiens de l'UNA-UNSO pour porter assistance aux formations séparatistes tchétchènes de Djokhar Doudaïev, où il était connu sous le nom de « Sachko Bily ». Il a participé à des batailles contre les troupes fédérales russes dans la ville de Grozny. Pour les mérites militaires, Doudaïev a décerné à Muzychko l'ordre de la République tchétchène d'Itchkérie : Héros de la Nation.
Pendant l'hiver 2013-2014, il prend part à l'Euromaïdan, et devient le coordinateur du nouveau parti nationaliste Secteur droit (regroupant notamment des anciens membres de l'UNA-UNSO) pour l'Ukraine de l'ouest. En février 2014 à Rivne, il organise la prise d'assaut d'une caserne des Berkout, les forces spéciales de l'époque.
La justice russe l'a accusé d'avoir tué « au moins 20 » soldats russes captifs pendant la Première guerre de Tchétchénie. L'enquête de la commission d'enquête russe a commencé en mars 2014, des années après les meurtres présumés.
En mars 2014, le député communiste russe Valéry Rachkine propose de le « liquider » sur le modèle des assassinats ciblés du Mossad.
Il est retrouvé assassiné par balles le 24 mars 2014. Plusieurs versions ont été avancées, évoquant notamment un assassinat commandité par la police ukrainienne ou par le renseignement russe.
Une rue a été nommée en son honneur dans la ville de Konotop.